# يقطوم باربياني
يقطوم باربياني (الاسم العلمي: Telephium barbeyanum) هي نوع نباتي يتبع جنس اليقطوم من فصيلة القرنفلية.